# Cytryna kiszona

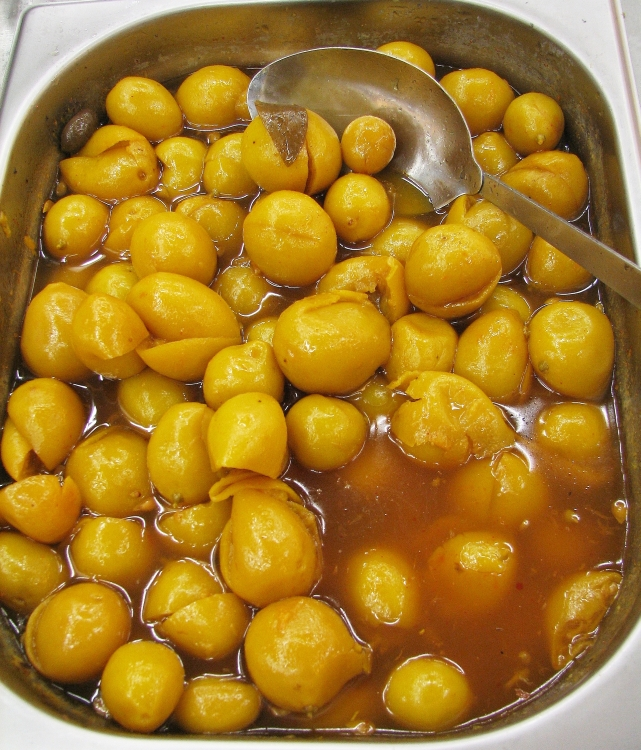
Sprzedaż kiszonych cytryn w Maroku

Cytryny kiszone – dodatek do potraw charakterystyczny dla kuchni Maghrebu oraz kuchni indyjskich, szczególnie popularny w Maroku.

## Przygotowanie
Świeże cytryny przecina się na czworo, ale w taki sposób, by nie rozczłonkować ich całkowicie, a następnie naciera solą i układa ciasno w kamionkowym lub szklanym naczyniu. Tak przygotowane owoce zalewa się przegotowaną wodą, szczelnie przykrywa i odstawia na około miesiąc. 

## Zastosowanie
Kiszone cytryny stosuje się np. jako dodatek do marokańskiego tażinu, indyjskiego twarożku ryżowego, kambodżańskiego rosołu z kurczaka (ngam nguv), a na całym świecie jako możliwy wariant składnika krwawej Mary.